# Phùng Đề Mạc
Phùng Đề Mạc (tiếng Trung: 冯提莫; bính âm: Féng Tímò, sinh ngày 19 tháng 12 năm 1991) là một ca sĩ và Streamer nổi tiếng tại Trung Quốc.
Tính đến tháng 2 năm 2018, Phùng Đề Mạc có khoảng 13,8 triệu người hâm mộ trên Douyu (trang Live Stream nổi tiếng nhất Trung Quốc). Với khuôn mặt khả ái, giọng hát ngọt ngào, Phùng Đề Mạc nhanh chóng trở nên nổi tiếng với lượng fan hâm mộ khổng lồ. Cô cũng có hơn 8,4 triệu người hâm mộ trên Sina Weibo (tính đến ngày 28 tháng 9 năm 2018).

## Tiểu sử
Phùng Đề Mạc có tên khai sinh là Phùng Á Nam (tiếng Trung: 冯亚男; bính âm: Féng Yànán). Cô tốt nghiệp Đại học Sư phạm Bắc Kinh. Cô từng là giảng viên của trường dạy nghề ở Trùng Khánh. Cô còn được biết đến với cái tên Lori.

## Hoạt động nghệ thuật
Phùng Đề Mạc bắt đầu sự nghiệp của mình với vai trò giảng viên đại học. Vào tháng 9 năm 2014, cô bắt đầu hoạt động nghệ thuật.
Vào tháng 9 năm 2016, cô cover bài hát "Don't Ask Me for Trouble" của Thái Kiện Nhã - Tanya Chua (tiếng Trung: 别找我麻烦). Vào tháng 12 năm đó, cô ấy đã hát bài hát chủ đề "You Don't Understand Me" (tiếng Trung: 你不懂我) cho bộ phim Tuổi 28 (tiếng Trung: 28岁未成年), cô nàng từng gây sốt khi cover hàng loạt ca khúc đình đám tiếng Trung, tiếng Anh, tiếng Nhật. Không chỉ dừng lại ở đó, hàng loạt album single ra đời như "Phật Hệ Thiếu Nữ", "Gió Biển Thổi", "Vũ trụ hình trái tim", "Tạm biệt con người cũ của tôi"... hay nhạc phim "Tạm Biệt Người Cũ 3".
Cô phát hành đĩa đơn đầu tiên, "The Food is Junjie"  (tiếng Trung: 识食物者为俊杰), vào tháng 6 năm 2017.
Ngoài ra, cô còn là một nữ streamer của trò chơi Liên Minh Huyền Thoại nổi tiếng tại Trung Quốc. Năm 2017, số tiền mà Phùng Đề Mạc kiếm được mỗi tháng trung bình lên đến 810.000 ¥ khoảng (125581.4 $). Số tiền này một phần đến từ tiền lương mà công ty stream trả, một phần khác đến từ số tiền "quà tặng" từ các khán giả của cô trên kênh stream. Vào tháng 11 cùng năm, cô xuất hiện trong một buổi hòa nhạc của trò chơi Liên Minh Huyền Thoại.
Đối với cộng đồng mạng Trung Quốc, Phùng Đề Mạc đã giúp "đảo ngược" làn sóng hâm mộ văn hóa Hàn - Hallyu. Thay vì người trẻ Trung Quốc hâm mộ, theo dõi các nhóm nhạc, diễn viên, ca sĩ Hàn Quốc như thời thập niên 90 đổ lại đây, thì hiện giờ, người Hàn lại hâm mộ, bắt chước Phùng Đề Mạc.
Đến nay, Phùng Đề Mạc có gần 20 triệu người theo dõi trên Douyu và 9,4 triệu người trên mạng xã hội Weibo.

## Đời tư
Ngoài đời Phùng Đề Mạc còn nhiệt huyết với công việc thiện nguyện, làm đại sứ cho đoàn từ thiện thanh niên, nhận được nhiều giải thưởng vì công tác từ thiện.
Trước đây, có một kế toán tại Trấn Giang đã tặng cho Phùng Đề Mạc 1,6 triệu Nhân dân tệ (tương đương 5 tỷ VNĐ). Sau đó người này bị tố biển thủ công quỹ, nữ ca sĩ đã hứa sẽ trả lại số tiền mà cô nhận được từ người này.
Vào tháng 5 năm 2018, báo chí truyền thông Đài Loan thông tin rằng cô đã kết hôn. Tuy nhiên, Studio của cô sau đó đã đưa ra tuyên bố phủ nhận tin đồn này.

## Danh sách đĩa nhạc

### Cover
| Ngày     | Tên                                          | Bản gốc                    | Ghi chú |
| -------- | -------------------------------------------- | -------------------------- | ------- |
| 7/9/2016 | "Don't Trouble Me" (tiếng Trung: 别找我麻烦) | Thái Kiện Nhã - Tanya Chua |         |
|          | "Chầm chậm thích anh"                        |                            |         |

### Đĩa đơn
| Tên                                                                 | Thời gian                 | Ghi chú |
| ------------------------------------------------------------------- | ------------------------- | ------- |
| "You Don't Understand Me" (tiếng Trung: 你不懂我)                   | Ngày 12 tháng 12 năm 2016 | [ 7 ]   |
| "The Food is Junjie" (tiếng Trung: 识食物者为俊杰)                  | Ngày 30 tháng 6 năm 2017  | [ 8 ]   |
| "Goodbye, My Predecessor" (tiếng Trung: 再见前任)                   | Ngày 22 tháng 12 năm 2017 | [ 12 ]  |
| "The Girl of the Buddha" "Phật hệ thiếu nữ" (tiếng Trung: 佛系少女) | Ngày 18 tháng 2 năm 2018  | [ 13 ]  |
| "Blowing the Sea Breeze" (Chinese:吹海风)                           | Ngày 1 tháng 9 năm 2018   | [ 14 ]  |

## Giải thưởng
| Tên giải thưởng                              | Thời gian                 | References |
| -------------------------------------------- | ------------------------- | ---------- |
| Top 10 nhân vật có ảnh hưởng trên Sina Weibo | Ngày 7 tháng 12 năm 2017  | [ 15 ]     |
| Network Anchor phổ biến nhất                 | Ngày 21 tháng 12 năm 2017 | [ 16 ]     |
| Top 10 nhân vật có ảnh hưởng trên Douyu      | Ngày 13 tháng 1 năm 2018  | [ 17 ]     |